# Kongijska Partia Pracy
Kongijska Partia Pracy (fran. Parti Congolais du Travail, PCT) – socjaldemokratyczna partia polityczna z Republiki Konga.

## Historia
Partia założona została w 1969 roku. Sprawowała jednopartyjną władzę w Ludowej Republice Konga. Przyjęła doktrynę marksistowską. Pierwszym przewodniczącym Komitetu Centralnego partii był Marien Ngouabi. W tym czasie partia realizowało program reform radykalnie lewicowych. W polityce zagranicznej prowadziła politykę niezaangażowania i rozwijania relacji z blokiem wschodnim. W 1977 roku Marien Ngouabi został odsunięty od władzy i skrytobójczo zabity. W następstwie zabójstwa władzę w partii objął Joachim Yhombi-Opango. Polityk ten uchodził za prawicowego. W 1979 roku został odsunięty od władzy przez Denisa Sassou-Nguesso z inicjatywy partyjnej lewicy. Pomimo marksistowskiego rodowodu Sassou-Nguesso prowadził politykę bardziej pragmatyczną aniżeli lewicową. W polityce zagranicznej doszło do przeorientowania się na kurs prozachodni. Od połowy lat 80. wraz z trudnościami gospodarczymi partia rozpoczęła liberalizację ustrojową. W 1990 roku zrezygnowała z marksizmu i przyjęła doktrynę socjaldemokratyczną a w 1991 roku zlikwidowała republikę ludową. W 1992 roku przeprowadzono wolne wybory prezydenckie i parlamentarne które zakończyły się dla partii porażką.
Partia ponownie objęła władzę w Kongo w wyniku wojny domowej z 1997 roku. Na czele sił rebelianckich stanął wówczas Sassou-Nguesso który po wojskowym sukcesie mianował się prezydentem. Rządy jego i PCT potwierdziły wybory które odbyły się w 2002 roku.